# Protecteur domestique
Protecteur domestique du latin protector domesticus. Titre honorifique dans l'armée romaine du IIIe siècle puis véritable corps de garde rapprochée à partir du IVe siècle.

## Origine des protecteurs et des domestiques
Le titre de protecteur remonte au milieu du IIIe siècle où il servait essentiellement de titre honorifique, tout comme celui de domestique dont le nom signifierait tout simplement qu'ils étaient attachés à la famille (domus) impériale. À en croire Ernest-Charles Babut, les protectores, appelés plus tard domestici, étaient simplement des centurions.
À partir de Dioclétien, le terme désigna une petite unité de la cour impériale.

## Le corps des protecteurs domestiques
En 346, les domestiques apparaissent en tant que corps et forment alors 2 scholae, l'une d'infanterie et l'autre de cavalerie, composées de 500 hommes chacune et placées sous le commandement du comte des domestiques.
À la différence de la garde impériale des scholae palatinae, les protecteurs domestiques ne sont pas destinés à combattre aux côtés de l'empereur. En effet, ses membres sont assignés à des missions plus ou moins variées : escorter l'empereur ou des officiers supérieurs comme les maîtres de la milice, servir d'agents de liaison et de renseignement ou encore être dépêchés pour arrêter ou assassiner de hauts dignitaires. Ammien Marcellin, lui-même protecteur domestique, relate dans le livre XV de ses Histoires comment son groupe est envoyé en Gaule par Constance II pour éliminer l'usurpateur Silvanus en 355.

## Protecteurs domestiques célèbres
- Ammien Marcellin